# Scheid
Scheid é uma comuna da Suíça, no Cantão Grisões, com cerca de 136 habitantes. Estende-se por uma área de 12,30 km², de densidade populacional de 11 hab/km². Confina com as seguintes comunas: Churwalden, Domat/Ems, Feldis/Veulden, Malix, Rothenbrunnen, Trans, Tumegl/Tomils.
A língua oficial nesta comuna é o Alemão.